# Svarspost
Svarspost är ett brev där mottagaren betalar portot, det vill säga brevet kan skickas utan frimärke. Mottagaren har för detta slutit ett avtal med postföretaget.
I Sverige gäller att det skall stå 'svarspost' i adressen eller anges på platsen för frimärke. Svarspost i Sverige gäller även för rekommenderade brev samt företagspaket men ej ekonomibrev. 1930–1980 kallades detta svarsförsändelse.
Postnord har olika abonnemang för svarspost, inrikes och utrikes. Med ett svarspostabonnemang kan avsändaren svara på ett erbjudande genom att skriva "frisvar" tillsammans med en svarspostadress och mottagaren betalar då enbart för inkommande svar. Särskilda villkor gäller för svarspost.